# Cyclopinoides dilatata
Cyclopinoides dilatata är en kräftdjursart som först beskrevs av Georg Ossian Sars 1921.  Cyclopinoides dilatata ingår i släktet Cyclopinoides, och familjen Cyclopinidae. Arten har ej påträffats i Sverige.